# Okręg wyborczy Dickson
Okręg wyborczy Dickson (ang. Division of Dickson) – jednomandatowy okręg wyborczy do Izby Reprezentantów Australii, położony na północno-zachodnich przedmieściach Brisbane. Pierwsze wybory odbyły się w nim w 1993 roku, jego patronem jest pierwszy federalny minister obrony Australii  i zarazem były premier Queenslandu James Dickson. 

## Lista posłów
| okres urzędowania | poseł           | przynależność                                                                         |
| ----------------- | --------------- | ------------------------------------------------------------------------------------- |
| 1993-1996         | Michael Lavarch | Australijska Partia Pracy                                                             |
| 1996-1998         | Tony Smith      | Liberalna Partia Australii (1996-1998) niezrzeszony (1998)                            |
| 1998-2001         | Cheryl Kernot   | Australijska Partia Pracy                                                             |
| od 2001           | Peter Dutton    | Liberalna Partia Australii (2001-2010) Liberal National Party of Queensland (od 2010) |

źródło: